# Rosika Schwimmer
Rosika Schwimmer (Budapest, 11 de septiembre de 1877-Nueva York, 3 de agosto de 1948) fue una activista feminista, pacifista y sufragista húngara.

## Biografía

Schwimmer en la década de 1890

Nacida en Budapest, Imperio austrohúngaro, el 11 de septiembre de 1877 en el seno de una familia judía no practicante de clase media, fue una de las fundadoras de la Asociación Húngara de Mujeres Trabajadoras y la Organización Feminista Húngara. Schwimmer, secretaria en Londres de la Alianza Internacional de Mujeres, viajó a Estados Unidos en 1914 para recabar apoyos contra la Gran Guerra iniciada en Europa, y fue el «espíritu» detrás de la idea del barco de la paz de Henry Ford de 1915. Regresó a Hungría en 1918 tras el fin de la guerra. Exiliada en 1920, se asentó en los Estados Unidos en 1921, donde le fue denegada la concesión de la ciudadanía estadounidense por sus convicciones pacifistas. Schwimmer, que estuvo nominada en varias ocasiones al Premio Nobel de la Paz, falleció en Nueva York el 3 de agosto de 1948.